# Martino Poli
Pour les articles homonymes, voir Poli.
Martino Poli est un chimiste italien, ingénieur du pape, associé étranger de l'Académie royale des sciences, né à Lucques le 21 janvier 1662, et mort à Paris le 30 juillet 1714 .

## Biographie
Sa famille vivait à Lucques de ses revenus. Il était l'aîné de trois frères.
Un de ses oncles intéressé à la chimie a encouragé son goût pour cette science. Dès 16 ans, il a commencé à faire des médicaments chimiques. Son oncle l'a aidé à s'installer à Rome pour se former à l'âge de 18 ans. Il y a commencé ses travaux de chimie par l'étude des métaux et a établi des opérations nouvelles qui lui ont donné une certaine réputation. Il s'est marié vers l'âge de 28 ans.
En 1691, il a obtenu du cardinal camerlingue Altieri l'autorisation d'ouvrir un laboratoire public de chimie. En 1700, il a obtenu des lettres de maîtrise comme apothicaire. Pour améliorer ses connaissances, il a parcouru l'Italie pour visiter les chimistes italiens.
Éloge de M. Poli
En 1701, il se rend en France pour y vendre un secret touchant à la guerre. Mais le roi ayant refusé de s'en servir à néanmoins acheté ce secret en lui accordant une pension et le titre de son Ingénieur et d'associé étranger, surnuméraire en 1702, de l'Académie royale des sciences, et titulaire le 10 mai 1704, en remplacement de Vincenzo Viviani décédé en 1703.
Il retourne en Italie en 1704. Ses connaissances en chimie, physique et médecine l'ont conduit à publier en 1706 Il trionfo degli acidi vendicati dalle calunnie di molti moderni. « Le but de tout le livre est de montrer que les acides sont très injustement accusés d'être la cause d'une infinité de maladies, qu'au contraire ils en sont le remède souverain, & c'est en cela que consiste leur triomphe ». Il y indique que les acides sont nécessaires à toutes les fermentations ou digestions qui se font dans l'estomac. Il déclare que les acides ne passent jamais dans le sang, mais se précipitent dans les intestins. Cependant, Guillaume Homberg a trouvé des acides dans le sang.
En 1706, Martino Poli dénonce les mécanistes et tous les médecins cartésiens dans son livre Il trionfo degli acidi vendicati dalle calunnie di molti moderni. Il s’intéresse au phénomène de la fermentation que Sylvius considérait comme central dans la transformation des aliments dans l’estomac. Il s'oppose au principe de l’analogie avec les machines, cher à Descartes ou à Hecquet. Il rejette l’explication mécaniste, en particulier dans ce qui regarde le processus de digestion. Le passage du chyle dans les veines ne peut se comprendre que par des phénomènes chimiques de fermentation ou de dissolution  « et d’autres opérations semblables, qui s’accomplissent dans le corps de l’animal, comme dans le laboratoire d’un chimiste, ».
En 1708, le pape le nomme premier ingénieur dans ses troupes, contre l'Empereur. Puis, la campagne finie, il est allé à Venise. Le prince Cybo, duc de Massa, l'a appelé en 1712 pour examiner des mines qu'il avait dans ses territoires. Il a montré qu'elles étaient riches en cuivre, en vitriol vert, et une de vitriol blanc.
Il est revenu en France en 1713. Membre de l'Académie royale des sciences, il a participé aux réunions mais sa théorie opposée à la physique corpusculaire lui ont valu des contradictions. Cependant le roi lui a accordé une augmentation de moitié de sa pension et des honneurs supplémentaires. Ses remèdes ont commencé à être reconnus à Paris, aussi il a décidé de faire venir sa famille depuis Rome. Mais quand elle arriva à Paris, elle le découvrit à l'agonie et il mourut le lendemain de leur arrivée.

## Publication
- Il trionfo degli acidi vendicati dalle calunnie di molti moderni; opera filosofica, e medica fondata sopra de' principii chimici, & adornata di varij esperimenti; contro il sistema, e prattica delli moderni democritici, & epicurei riformati, divisa in quattro libri; di Martino Poli ... Dedicata alla sacra maesta' di Lodovico XIV. il grande, re cristianissimo, 1706 (lire en ligne)